# Гитман, Борис Саулович
Борис Саулович Гитман (англ. Boris Gitman; род. 7 июня 1934, Одесса) — советский и канадский тренер по боксу. Мастер спорта СССР, Заслуженный тренер РСФСР (1973).

## Биография
Родился в 1934 году в Одессе в семье Саула Абрамовича Гитмана (1903—?). В начале Великой Отечественной войны был с родителями эвакуирован в Ташкент, после освобождения города семья вновь вернулась в Одессу. Учился в Кишинёвском педагогическом институте, окончил Львовский государственный институт физической культуры. После окончания института работал тренером по боксу в Кишинёве (1955—1968), более десяти лет был главным тренером сборной команды Молдавии, преподавал в Кишинёвском педагогическом институте имени Иона Крянгэ, подготовил нескольких чемпионов Молдавской ССР — Александра Миляха (1964), заслуженного тренера РСФСР Леонида Ройтмана (8-кратный чемпион, 1959—1966; бронзовый призёр чемпионата СССР, 1958), Дмитрия Козлова (8-кратный чемпион Молдавии). В 1968—1980 годах был первым директором Спортивной детско-юношеской школы олимпийского резерва в Магадане, где разработал новую методику учебно-воспитательного процесса.
Среди его воспитанников в Магадане — чемпионы СССР Игорь Высоцкий, Валерий Удовик, трёхкратный чемпион Европы, призёр Олимпиады в Монреале (1976) Виктор Рыбаков.
С 1980 года — в Канаде. Был тренером сборной Ямайки на Олимпийских играх 1984 года в Лос-Анджелесе, Южной Кореи на домашних Олимпийских играх 1988 года в Сеуле (в том числе золотого призёра Пак Си Хуна) и дважды — сборной Канады на Олимпийских играх 1996 года в Атланте и на Олимпийских играх 2000 года в Сиднее; был тренером сборной команды Южной Кореи на чемпионате мира в Рино в 1986 году и на Азиатских играх в Сеуле в 1986 году. Воспитанник Бориса Гитмана Тамерлан Кулиев был серебряным призёром чемпионата Канады 2007 года, другой воспитанник Джонатан Бочнер стал чемпионом Канады.
Был учредителем компании Sports Development International. Руководит спортивной школой European Boxing School в Торонто.

## Семья
Жена (с 1956 года) — Инна Ефимовна Гитман, выпускница Кишинёвского педагогического института; двое сыновей.